# Sint-Marcellusvloed (1219)
Bij de eerste Sint-Marcellusvloed, op 16 januari 1219, de naamdag van de heilige Marcellus, werden, net als bij de Allerheiligenvloed (1170), de Sint-Nicolaasvloed (1196) en de stormvloed van 1214, grote delen van Noord-Nederland en het Zuiderzeegebied overstroomd. Deze stormvloed was vooral zo desastreus, omdat na de storm het water met eb niet veel zakte en bovendien de daaropvolgende vloed de storm nog eens verder aanwakkerde. Hierdoor braken de dijken die nog over waren alsnog grotendeels weg.
Deze combinatie, tezamen met het feit dat er vier grote stormvloeden en overstromingen waren in 50 jaar, leidde ertoe dat er twee grote binnenzeeën in Nederland ontstonden, namelijk de Zuiderzee en de Waddenzee.